# Nervios supraclaviculares
 Los nervios supraclaviculares (ramas descendentes) surgen de los nervios cervicales tercero y cuarto; emergen debajo del borde posterior del músculo esternocleidomastoideo y descienden en el triángulo posterior del cuello debajo del platisma y la fascia cervical profunda.

## Ramas
Cerca de la clavícula perforan la fascia y el platisma para convertirse en cutáneos, y están divididos, según su posición, en tres grupos: anterior, medio y posterior. 

### Nervio supraclavicular medial
Los nervios supraclaviculares mediales o nervios supraclaviculares anteriores (nn. supraclaviculares anteriores; nervios suprasternales) se cruzan oblicuamente sobre la vena yugular externa y las cabezas clavicular y esternal del esternocleidomastoideo, y cubren la piel hasta la línea media. Proporcionan uno o dos filamentos a la articulación esternoclavicular.

### Nervio supraclavicular intermedio
Los nervios supraclaviculares intermedios middle supraclavicular nerves (nn. supraclaviculares medii; nervios supraclaviculares) atraviesan la clavícula e inervan la piel situada sobre el pectoral mayor y el deltoideus, comunicándose con las ramas cutáneas de los nervios intercostales superiores.

### Nervio supraclavicular lateral
El nervio supraclavicular lateral o los nervios supraclaviculares posteriores  (nn. supraclaviculares posteriores; nervios supraacromiales) pasan oblicuamente a través de la superficie externa del trapecio y el acromion, y abastecen la piel de las partes superior y posterior del hombro. 

## Imágenes Adicionales

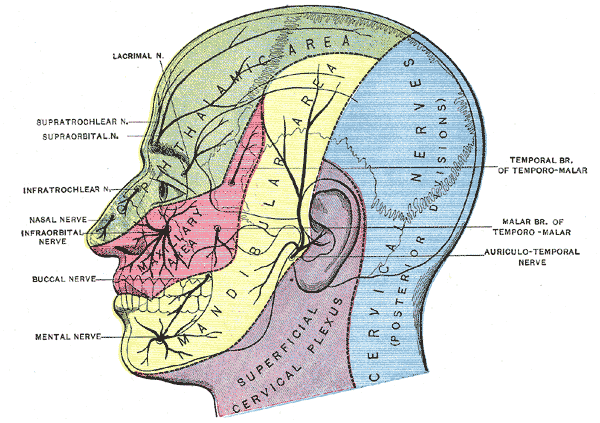
Distribución del dermatoma del nervio trigémino
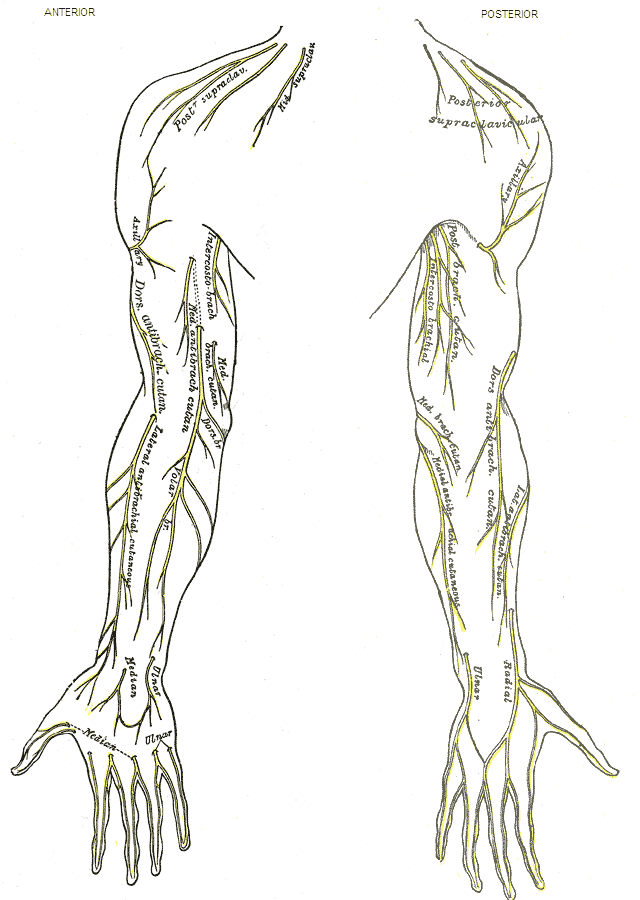
Nervios cutáneos de la extremidad superior derecha.
Diagrama de distribución segmentaria de los nervios cutáneos de la extremidad superior derecha.
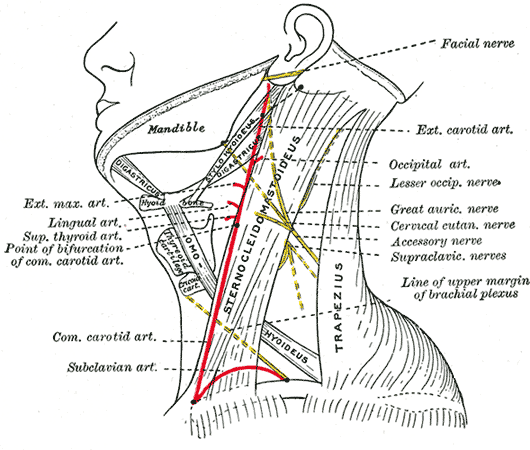
Lado del cuello, que muestra las principales marcas de superficie.